# Greatest Hits (álbum de Dokken)
Greatest Hits es un álbum recopilatorio de la banda estadounidense de hard rock y heavy metal Dokken, publicado el 1 de mayo en Japón por King Records y el 4 del mismo mes en los Estados Unidos por Cleopatra Records. Cuenta con los mayores éxitos de la década de los ochenta, como también cuenta con dos temas nuevos «Almost Over» y «Magic Man» escritos exclusivamente para este recopilatorio.
En la versión japonesa se incluyeron las versiones «Bus Stop» de los británicos The Hollies y «Lies» de la banda estadounidense The Knickerbockers. El 14 de junio de 2011 las tiendas Store For Music LTD relanzaron el trabajo para el mercado norteamericano con dichas versiones como pistas adicionales.

## Lista de canciones
| N.º | Título                          | Duración |  |
| 1.  | «Just Got Lucky»                | 4:35     |  |
| 2.  | «Breaking the Chains»           | 3:51     |  |
| 3.  | «Into the Fire»                 | 4:29     |  |
| 4.  | «The Hunter»                    | 4:04     |  |
| 5.  | «In My Dreams»                  | 4:33     |  |
| 6.  | «It's Not Love»                 | 5:03     |  |
| 7.  | «Alone Again»                   | 4:24     |  |
| 8.  | «Dream Warriors»                | 4:46     |  |
| 9.  | «Unchain the Night»             | 5:22     |  |
| 10. | «Tooth and Nail»                | 3:38     |  |
| 11. | «Almost Over» (canción inédita) | 5:54     |  |
| 12. | «Magic Man» (canción inédita)   | 3:53     |  |

| Pistas adicionales solo para Japón |                                     |          |  |
| N.º                                | Título                              | Duración |  |
| 13.                                | «Bus Stop» (cover de The Hollies)   |          |  |
| 14.                                | «Lies» (cover de The Knckerbockers) |          |  |